# Diabetisches Koma
Das diabetische Koma (lateinisch Coma diabeticum) oder hyperglykämische Koma ist eine durch absoluten oder relativen Insulinmangel ausgelöste schwere Entgleisung des Stoffwechsels mit Bewusstseinseinschränkungen bis zur Bewusstlosigkeit (Koma). Wirklich bewusstlos sind nach neurologischer Definition aber nur ca. zehn Prozent der Patienten.
Ein Koma ist eine lebensgefährliche Situation und bedarf sofortiger stationärer  Krankenhausbehandlung. In etwa 25 % der Fälle handelt es sich um einen neu entdeckten Diabetes mellitus.

## Auslösende Mechanismen des diabetischen Komas
- Fehlende Insulinzufuhr: Neben der Erstmanifestation eines Diabetes mellitus kann eine über mehrere Stunden bis Tage unterlassene Insulin-Injektion die Ursache sein. Aber auch eine medikamentöse orale Diabetestherapie kann im Verlauf nicht mehr ausreichend sein und zu einem diabetischen Koma führen.
- Unzureichende Insulinzufuhr: Dies kann sowohl bei einem schlecht eingestellten Diabetes mellitus als auch bei fortgesetzten Fehlern in der Bedienung der Spritzen, Pens oder Insulinpumpen auftreten.
- Erhöhter Insulinbedarf: Bei ungewöhnlich hoher Kalorienaufnahme, plötzlichem Bewegungsmangel oder länger anhaltenden Stresssituationen (z. B. bei Infektion, Unfall, schwerer Erkrankung, Operation) reicht die bisherige Insulindosis nicht mehr aus.

## Formen des diabetischen Komas
Beim diabetischen Koma werden zwei Formen unterschieden: die diabetische Ketoazidose (ketoazidotisches Koma) und das hyperosmolare hyperglykämische Syndrom (hyperosmolares Koma).

### Ketoazidotisches Koma
Aufgrund vorhandener GLUT-1 Transporter kann weiterhin Glucose aus dem Blut in sämtliche Zellen aufgenommen werden. Daher ist die Energiegewinnung durch Fette und Proteine nicht die Ursache für das ketoazidotische Koma, wie allgemein oft behauptet. Die hohe Konzentrationsdifferenz erleichtert den Transport über die GLUT-1-Transporter sogar, trotz fehlender Funktion der insulinabhängigen Glut-4 Transporter. Jedoch kommt es zu einer hohen freien Fettsäurekonzentration. Die beta-Oxidation findet in der Leber uneingeschränkt weiter statt. Aufgrund der uneingeschränkten Verwendung von Oxalacetat für die Gluconeogenese, kann Acetyl-CoA aus der beta-Oxidation nicht im Citratzyklus verwertet werden. Es entstehen stattdessen „saure“ Stoffwechselprodukte, z. B. Ketonkörper.
Der Blutzucker liegt zwischen 16,65 und 38,85 mmol/l (300–700 mg/dl). Der erhöhte Blutzuckerspiegel bedingt eine vermehrte Harnausscheidung, da die Glucose im Tubulussystem der Niere nicht vollständig rückresorbiert werden kann, was zu osmotischer Diurese führt. Zusätzlich kommt es zu einer Übersäuerung durch den entgleisten Stoffwechsel. Der Körper versucht, dies durch verstärkte Abatmung von Kohlendioxid auszugleichen. Typisch dafür ist eine häufige, regelmäßige, tiefe Atmung (Kussmaulatmung) mit Acetongeruch. Über die vermehrte Harnausscheidung kommt es zur Austrocknung. Dadurch kann es zu einem prärenalen Nierenversagen kommen. Die Blutsalze (Elektrolyte) erhöhen sich, insbesondere das Kalium ist stark erhöht. Typisch sind oft massive Bauchschmerzen mit bretthartem Bauch im Zuge einer Pseudoperitonitis. Es kann auch zu Herzrhythmusstörungen kommen.

### Hyperosmolares Koma
Das hyperosmolare Koma ist typisch für den Typ-2-Diabetes, tritt also beim relativen Insulinmangel auf. Es wird noch körpereigenes Insulin produziert, das ausreicht, um den überschießenden Fett- und Proteinabbau zu hemmen.
Hier sind die massiv erhöhten Blutzuckerwerte (BZ > 33,3 mmol/l [600–1000 mg/dl]) das Problem. Durch den hohen Blutzucker erhöht sich die Osmolarität des Blutes. Auch hier kommt es über die vermehrte Harnausscheidung zur Austrocknung. Dadurch kann es zu einem prärenalen Nierenversagen kommen, die Blutsalze erhöhen sich, insbesondere das Kalium ist stark erhöht. Insbesondere durch die Austrocknung kommt es zur zunehmenden Bewusstseinstrübung bis hin zum Koma.

## Symptome
Geruch nach Aceton im Atem (Geruch nach faulem Apfel, auch früher in Nagellack oder Nagellackentferner enthalten) bei der ketoazidotischen Stoffwechselentgleisung, Durst und stark vermehrtes Trinken, häufiges Wasserlassen, Müdigkeit, Übelkeit, Erbrechen, Bauchschmerzen, Blutdruckabfall und Muskelreflexabschwächung können als Warnzeichen der Entwicklung eines diabetischen Komas vorausgehen.

## Therapie
Neben einem Notruf und dem Anwenden der stabilen Seitenlage bleiben dem Ersthelfer nach Eintritt des Komas keine Möglichkeiten der Intervention.
Die wichtigste primäre Maßnahme ist die intravenöse Zufuhr von Flüssigkeit schon durch den Rettungsdienst. Die Gabe von Insulin ist der stationären Therapie vorbehalten, da Insulin neben seiner blutzuckersenkenden Wirkung auch die Aufnahme von Kalium in die Zellen fördert. Da der Kaliumgehalt des Blutplasmas außerhalb von geeigneten medizinischen Einrichtungen nicht kontrolliert werden kann, besteht die Gefahr einer Hypokaliämie, wodurch die Reizschwelle für die Erregbarkeit von Zellen erhöht wird. Besonders am Herzen kann sich dies durch maligne Rhythmusstörungen bemerkbar machen. Unter engmaschiger Laborkontrolle der Nierenwerte, der Elektrolyte, des pH-Wertes und des Blutzuckers erfolgt die langsame Normalisierung der Stoffwechselwerte.
Nach Erreichen eines normalen Stoffwechsels erfolgt die Neueinstellung des Diabetes mellitus in Abhängigkeit von der Art des Diabetes (Typ-1, Typ-2) und der Ursache der Stoffwechselentgleisung.